# Castillo Soneira
El Castillo Soneira es un inmueble situado en el barrio Prado de Montevideo (Uruguay). Construido en la década de 1860 en estilo neogótico por el arquitecto Víctor Rabú, fue declarado Monumento Histórico Nacional en 1999. Concebido como residencia particular, en la actualidad alberga la sede de una institución educativa. Se encuentra en el predio contiguo a la residencia presidencial de Suárez.

## Historia
El edificio fue construido a comienzos de la década de 1860, por iniciativa de Dorotea Peláez Villademoros, viuda de Francisco Antonio Soneira y Aguiar, un comerciante de origen gallego. En esa época, en la zona del Prado se estaban levantando numerosos palacetes y «casas quintas», que eran habitadas por la clase alta montevideana. El arquitecto encargado de las obras, que se llevaron a cabo entre 1861 y 1870, fue el francés Víctor Rabú.
El castillo, de 2400 m² y dos plantas, fue utilizado por la familia Soneira como residencia particular. Entre 1912 y 1914 se realizaron grandes reformas a la estructura, a cargo del arquitecto Camille Gardelle. En el interior se reformaron las molduras, los vitrales y la marquetería del suelo, mientras que en el exterior se modificó la fachada principal y se construyeron una cancha de tenis, una piscina y una caballeriza. El subsuelo albergaba las dependencias de servicio y la cocina, mientras que en el nivel de las buhardillas se encontraba el taller de Federico Soneira Villademoros, hijo de los propietarios originales.
En 1999 fue declarado Monumento Histórico Nacional por Comisión de Patrimonio Cultural de la Nación del Ministerio de Educación y Cultura. En 2009, el Colegio San Pablo, de afiliación religiosa luterana, adquirió el inmueble por un millón de dólares estadounidenses, con el propósito de destinarlo a cursos preuniversitarios.